# Saint-Hilaire-Bonneval
 Saint-Hilaire-Bonneval  (en occitano Sent Alari Bona Vau) es una población y comuna francesa, situada en la región de Lemosín, departamento de Alto Vienne, en el distrito de Limoges y cantón de Pierre-Buffière.

## Demografía
| 576 | 554 | 511 | 481 | 661 | 691 | 822 |
| Para los censos de 1962 a 1999 la población legal corresponde a la población sin duplicidades (Fuente: INSEE [Consultar]) |     |     |     |     |     |     |